# 奧斯卡·羅德里格斯
奥斯卡·罗德里格斯·阿奈斯（西班牙語：Óscar Rodríguez Arnaiz；1998年6月28日—），西班牙足球運動員，現効力西甲球會萊加內斯，司職進攻中場。

## 俱樂部生涯
奧斯卡·羅德里格斯出自皇家馬德里青訓，在17-18賽季代表皇家馬德里B隊徵戰一個賽季，各項賽事出場34次，打進6球，送出5次助攻，憑借出色表現升入球隊的一隊，但是他沒有獲得出場機會。
2018年夏天皇家馬德里將他租借至萊加內斯，為球隊效力2個賽季，各項賽事出場64次，打進13球，送出6次助攻，其中在19-20賽季各項賽事出場32次，23次首發，打進9球，送出2次助攻，表現出色，但是球隊在19-20賽季以1分之差降級。
2021年8月29日，皇家馬德里官方宣佈，西班牙國腳奧斯卡·羅德里格斯正式加盟西維爾，雙方簽約5年，合同到2025年夏天到期。

## 國家隊生涯
奧斯卡·羅德里格斯在2020年8月20日获得了他的第一次國家隊征召，以出戰对德国和乌克兰的两场欧洲国家联赛，而他在前者中完成了他的初次登場。

## 外部連結
- Real Madrid profile （页面存档备份，存于）
- 奧斯卡·羅德里格斯－UEFA國際賽競賽紀錄